# Astragalus dalaiensis
Astragalus dalaiensis är en ärtväxtart som beskrevs av Masao Kitagawa. Astragalus dalaiensis ingår i släktet vedlar, och familjen ärtväxter. Inga underarter finns listade i Catalogue of Life.